# 皇帝魂
《皇帝魂》（英語：The Emperor's Soul）是美國奇幻小說作家布蘭登·山德森的中篇奇幻小說，作品發想來自於他在2012年來台灣參加台北國際書展時順道參觀了台北國立故宮博物院，受到中國古代收藏家慣於在收藏的字畫上蓋上私人印章的風俗啟發而創作。由於故事中提及了一種使用印章轉錄圖像為媒介的法術系統「魂印」及書中的亞洲文化背景，因此作者將故事背景設定在他的另一部奇幻小說作品《諸神之城：伊嵐翠》的背景世界「賽耳」上。
本作在2013年獲得了第71屆《雨果獎》的最佳長中篇小說獎獎項。 

## 故事背景
故事發生於東方色彩濃厚的玫瑰帝國，麥彭族仿師王珊露（Wan ShaiLu）因為在一次潛入高級官員的辦公室偷取畫作的行動失風被捕，被迫接受玫瑰帝國掌權的傳承派政要們的交換條件，利用以圖像改變物體的過去進而使物體產生變化的特殊法術魂印仿造因暗殺事件而失去意識的皇帝的靈魂。
故事就建構在珊一邊在監控下進行仿造的準備及和傳承派政要的爾虞我詐中。

## 角色
王珊露
亞緒拉凡
高佟納
扶拉法
宮廷弄臣

## 魔法系統
仿術
魂印
仿師
艾歐符文

## 世界觀
玫瑰帝國
弗悠丹